# Phylloniscus contractus
Phylloniscus contractus är en kräftdjursart som beskrevs av Brian Frederick Kensley1971. Phylloniscus contractus ingår i släktet Phylloniscus och familjen Titaniidae. Inga underarter finns listade i Catalogue of Life.